# Blepephaeus bipunctatus
Blepephaeus bipunctatus är en skalbaggsart som beskrevs av Stefan von Breuning och De Jong 1941. Blepephaeus bipunctatus ingår i släktet Blepephaeus och familjen långhorningar. Inga underarter finns listade.